# Инъективная оболочка

Инъективная оболочка множества точек на плоскости с метрикой городских кварталов.

Инъективная оболочка — конструкция в метрической геометрии, дающая наименьшее инъективное метрическое пространство, включающее данное метрическое пространство.
Эта конструкция во многом аналогична конструкции выпуклой оболочки для множеств в евклидовом пространстве. 
Инъективная оболочка была впервые описана Джоном Исбелом в 1964 году.
Позже была переоткрыта несколько раз.

## Построение
На данном метрическом пространстве {\displaystyle M} рассматриваются все функции {\displaystyle f\colon M\to \mathbb {R} } такие, что
{\displaystyle f(x)+f(y)\geqslant |x-y|_{M}\geqslant |f(x)-f(y)|} для любых {\displaystyle x,y\in M},
для любого {\displaystyle x\in M} существует {\displaystyle y\in M} такое, что {\displaystyle f(x)+f(y)-|x-y|_{M}} произвольно мало.
Далее множество этих функций снабжается метрикой
{\displaystyle |f-h|=\sup _{x\in M}|f(x)-h(x)|_{M}.}
Полученное метрическое пространство {\displaystyle W} называется инъективной оболочкой {\displaystyle M}.

### Замечания
- Пространство {\displaystyle M} можно рассматривать как подпространство {\displaystyle W}; необходимое отображение {\displaystyle M\to W} получается сопоставлением каждой точке {\displaystyle x\in M} её дистанционной функции {\displaystyle z\mapsto |x-z|_{M}}.

## Свойства
- Инъективная оболочка является инъективным пространством.

- Инъективная оболочка компактного пространства компактна.
  - В частности, любое компактное пространство является подпространством компактного пространства с внутренней метрикой.

- Пусть {\displaystyle {\hat {X}}} и {\displaystyle {\hat {Y}}} — инъективные оболочки компактных метрических пространств {\displaystyle X} и {\displaystyle Y}. Тогда
{\displaystyle d_{GH}({\hat {X}},{\hat {Y}})\leq 2\cdot d_{GH}(X,Y),}

где {\displaystyle d_{GH}} обозначает метрику Громова — Хаусдорфа.
- Константа 2 в этом неравенстве является оптимальной.

- Инъективная оболочка банахова пространства является банаховым пространством.[5]